# Proscyllium venustum
Proscyllium venustum — акула з роду Смугаста котяча акула родини Смугасті котячі акули. Внаслідок того, що голотип цієї акули було втрачено, то дослідники послуговуються описами наданими японським іхтіологом Шіґехо Танакою, що відокремив цю акулу як самостійний вид. Тому низка вчених вважають Proscyllium venustum синонімом витонченої смугастої котячої акули.

## Опис
Загальна довжина досягає 65 см середній розмір досягає 50 см. Голова коротка, сплощена. Морда округла. Очі великі з миготливою перетинкою. За ними розташовані невеличкі бризкальця. Носові клапани відносно великі й майже досягають рота. Губна борозна дуже коротка. Рот з дрібними зубами з гострими верхівками. У неї 5 пар коротких зябрових щілин. Тулуб стрункий, подовжений. Грудні плавці широкі, округлі на кінці. Має 2 однакових спинних плавця. Хвостовий плавець довгий, вузький, гетероцеркальний, верхня лопать більш розвинена ніж нижня.

## Спосіб життя
Не досліджено, вважається східним за життя, полювання та живлення витонченої смугастої котячої акули.

## Розповсюдження
Єдиний екземпляр (голотип) виловлено біля островів Рюкю.